# Клайд (река, Тасмания)
Клайд (англ. Clyde River) — река на острове Тасмания (Австралия), левый приток реки Деруэнт. В XIX веке она была также известна под названием Фэт-Доу-Ривер (англ. Fat Doe River). Она вытекает из озера Кресент, расположенного в восточной части Центральной возвышенности острова Тасмания, и течёт в южном и юго-западном направлении, впадая в искусственное озеро Медоубанк, являющееся частью реки Деруэнт.

## География
Река Клайд берёт своё начало от западной оконечности озера Кресент, которое соединено небольшой протокой (каналом) с расположенным к северу от него озером Сорелл. Место, где река Клайд вытекает из озера Кресент, находится у мыса Те-Три-Пойнт (Tea Tree Point), к которому подходит дорога Лейк-Кресент-Роуд (Lake Crescent Road).

Карта бассейна реки Деруэнт с указанием реки Клайд

Недалеко от озера Кресент река Клайд пересекает автомобильную дорогу  Деннистон-Роуд (Dennistoun Road). Далее она течёт на юго-запад, а затем на юг, и в районе посёлка Ботуэлл пересекает автодорогу  Хайленд-Лейкс-Роуд (Highland Lakes Road). Продолжая течь в юго-западном направлении, в районе посёлка Гамильтон река Клайд пересекает автодорогу  Лайелл-Хайвей (Lyell Highway), соединяющую Хобарт с Куинстауном, и вскоре после этого впадает в искусственное озеро Медоубанк, которое является запруженной частью реки Деруэнт.
В нескольких километрах ниже по течению от посёлка Ботуэлл на реке находится водопад Falls of Clyde («Клайдский водопад») высотой около 15 м. По-видимому, именно его изобразил художник Юджин фон Жерар (Eugene von Guérard) на своей картине «Водопад на реке Клайд, Тасмания» (Waterfall on the Clyde River, Tasmania, 1877), которая хранится в Художественной галерее Южной Австралии в Аделаиде.
Площадь бассейна реки Клайд составляет 1131 км² — это примерно 13 % всей площади бассейна реки Деруэнт без эстуария (или около 12 %, если включать эстуарий). Среднегодовое количество осадков в бассейне Клайда — 607 мм — это один из самых «сухих» регионов Тасмании. Длина реки — около 97 км, средний расход воды — 2,2 м³/с.